# 格罗特胡森科格
格罗特胡森科格（德語：Grothusenkoog）是德国石勒苏益格－荷尔斯泰因州的一个市镇。总面积3.27平方公里，总人口22人，其中男性10人，女性12人（2011年12月31日），人口密度7人/平方公里。